# Helius mesolineatus
Helius mesolineatus là một loài ruồi trong họ Limoniidae. Chúng phân bố ở miền Australasia.